# Miedes de Atienza
Miedes de Atienza – gmina w Hiszpanii, w prowincji Guadalajara, w Kastylii-La Mancha, o powierzchni 42,99 km². W 2011 roku gmina liczyła 73 mieszkańców.